# Rio Open 2025 - Doppio
Il doppio del torneo di tennis professionistico Rio Open 2025, facente parte della categoria ATP Tour 500 nell'ambito dell'ATP Tour 2025, si è giocato al Jockey Club Brasileiro di Rio de Janeiro, in Brasile, dal 17 al 23 febbraio 2025.
Nicolás Barrientos e Rafael Matos erano i detentori del titolo, ma hanno deciso di non partecipare insieme. Barrientos ha giocato in coppia con Grégoire Jacq ma è sono stati sconfitti al primo turno da Marcelo Demoliner e Fernando Romboli, mentre Matos ha giocato in coppia con Marcelo Melo confermandosi campione battendo in finale Pedro Martínez e Jaume Munar con il punteggio di 6–2, 7–5.

## Teste di serie
1. Máximo González /  Andrés Molteni (semifinale)
2. Ariel Behar /  Robert Galloway (primo turno)

1. Sadio Doumbia /  Fabien Reboul (quarti di finale)
2. Austin Krajicek /  Rajeev Ram (primo turno)

## Wildcard
1. Marcelo Demoliner /  Fernando Romboli (quarti di finale)

1. Orlando Luz /  Felipe Meligeni Alves (quarti di finale)

## Qualificati
1. Francisco Cabral /  Jean-Julien Rojer (quarti di finale)

## Tabellone

### Legenda
| - Q = Qualificato - WC = Wild card - LL = Lucky loser | - ALT = Alternate - SE = Special Exempt - PR = Protected Ranking | - w/o = Walkover - r = Ritirato - d = Squalificato |

|  | Primo turno | Primo turno                | Primo turno                | Primo turno | Primo turno |  |  | Quarti di finale | Quarti di finale       | Quarti di finale      | Quarti di finale   | Quarti di finale   |   |     | Semifinali | Semifinali           | Semifinali           | Semifinali     | Semifinali     |   |   | Finale | Finale | Finale | Finale | Finale |  |
|  |             |                            |                            |             |             |  |  |                  |                        |                       |                    |                    |   |     |            |                      |                      |                |                |   |   |        |        |        |        |        |  |
|  | 1           | M González A Molteni       | 7                          | 4           | [10]        |  |  |                  |                        |                       |                    |                    |   |     |            |                      |                      |                |                |   |   |        |        |        |        |        |  |
|  |             | S Arends L Johnson         | 6                          | 6           | [7]         |  |  | 1                | M González A Molteni   | M González A Molteni  | 7                  | 7                  |   |     |            |                      |                      |                |                |   |   |        |        |        |        |        |  |
|  |             | N Barrientos G Jacq        | N Barrientos G Jacq        | 4           | 62          |  |  | WC               | M Demoliner F Romboli  | M Demoliner F Romboli | 5                  | 60                 |   |     |            |                      |                      |                |                |   |   |        |        |        |        |        |  |
|  | WC          | M Demoliner F Romboli      | M Demoliner F Romboli      | 6           | 7           |  |  |                  |                        |                       |                    |                    |   |     | 1          | M González A Molteni | M González A Molteni | 4              | 4              |   |   |        |        |        |        |        |  |
|  | 3           | S Doumbia F Reboul         | S Doumbia F Reboul         | 6           | 6           |  |  |                  |                        |                       | P Martínez J Munar | P Martínez J Munar | 6 | 6   |            |                      |                      |                |                |   |   |        |        |        |        |        |  |
|  |             | S González L Miedler       | S González L Miedler       | 3           | 3           |  |  | 3                | S Doumbia F Reboul     | S Doumbia F Reboul    | 4                  | 3                  |   |     |            |                      |                      |                |                |   |   |        |        |        |        |        |  |
|  |             | P Martínez J Munar         | P Martínez J Munar         | 6           | 6           |  |  |                  | P Martínez J Munar     | P Martínez J Munar    | 6                  | 6                  |   |     |            |                      |                      |                |                |   |   |        |        |        |        |        |  |
|  |             | R Carballés Baena A Müller | R Carballés Baena A Müller | 3           | 4           |  |  |                  |                        |                       |                    |                    |   |     |            | P Martínez J Munar   | P Martínez J Munar   | 2              | 5              |   |   |        |        |        |        |        |  |
|  |             | A Erler C Frantzen         | A Erler C Frantzen         | 65          | 2           |  |  |                  |                        |                       |                    |                    |   |     |            |                      |                      | R Matos M Melo | R Matos M Melo | 6 | 7 |        |        |        |        |        |  |
|  | Q           | F Cabral J-J Rojer         | F Cabral J-J Rojer         | 7           | 6           |  |  | Q                | F Cabral J-J Rojer     | F Cabral J-J Rojer    | 4                  | 3                  |   |     |            |                      |                      |                |                |   |   |        |        |        |        |        |  |
|  |             | R Matos M Melo             | 5                          | 7           | [10]        |  |  |                  | R Matos M Melo         | R Matos M Melo        | 6                  | 6                  |   |     |            |                      |                      |                |                |   |   |        |        |        |        |        |  |
|  | 4           | A Krajicek R Ram           | 7                          | 65          | [4]         |  |  |                  |                        |                       |                    |                    |   |     |            | R Matos M Melo       | 63                   | 6              | [10]           |   |   |        |        |        |        |        |  |
|  |             | L Darderi M Navone         | 1                          | 7           | [11]        |  |  |                  |                        |                       | L Darderi M Navone | 7                  | 3 | [5] |            |                      |                      |                |                |   |   |        |        |        |        |        |  |
|  |             | F Cerúndolo TM Etcheverry  | 6                          | 64          | [9]         |  |  |                  | L Darderi M Navone     | 3                     | 7                  | [10]               |   |     |            |                      |                      |                |                |   |   |        |        |        |        |        |  |
|  | WC          | O Luz F Meligeni Alves     | O Luz F Meligeni Alves     | 6           | 7           |  |  | WC               | O Luz F Meligeni Alves | 6                     | 5                  | [6]                |   |     |            |                      |                      |                |                |   |   |        |        |        |        |        |  |
|  | 2           | A Behar R Galloway         | A Behar R Galloway         | 4           | 64          |  |  |                  |                        |                       |                    |                    |   |     |            |                      |                      |                |                |   |   |        |        |        |        |        |  |